# Deng Adel
Deng Adel (Yuba, 1 de febrero de 1997) es un baloncestista sursudanés nacionaliado australiano que pertenece a la plantilla del Boulazac Basket Dordogne de la Pro B francesa. Con 2,01 metros de estatura, juega en la posición de alero. 

## Trayectoria deportiva

### Primeros años
Adel nació en Yuba en 1997, entonces en Sudán, hoy en Sudán del Sur. A la edad de ocho años, junto con su madre y sus cuatro hermanos, se trasladaron a Uganda huyendo de la guerra para volar hasta Australia, estableciéndose en Melbourne. No empezó a jugar a baloncesto hasta los 14 años, y en 2012 se incorporó al equipo de los Waverley Falcons.
En agosto de 2013 se trasladó a Estados Unidos gracias a una beca de 20.000 dólares para estudiar y jugar en el instituto Victory Rock Prep de Bradenton (Florida).

### Universidad
Jugó tres temporadas con los Cardinals de la Universidad de Louisville, en las que promedió 11,2 puntos, 4,1 rebotes y 2,0 asistencias por partido. Al término de su temporada júnior anunció que se presentaría an Draft de la NBA, renunciando a su último año de universidad.

#### Estadísticas
| Año     | Equipo     | PJ | PT | MPP  | %TC  | %3P  | %TL  | RPP | APP | ROB | TPP | PPP  |
| ------- | ---------- | -- | -- | ---- | ---- | ---- | ---- | --- | --- | --- | --- | ---- |
| 2015–16 | Louisville | 22 | 8  | 12.1 | .456 | .350 | .741 | 2.1 | .6  | .3  | .0  | 4.0  |
| 2016–17 | Louisville | 33 | 30 | 30.1 | .422 | .346 | .771 | 4.5 | 2.1 | .6  | .4  | 12.1 |
| 2017–18 | Louisville | 34 | 33 | 33.1 | .447 | .350 | .786 | 5.2 | 2.8 | .6  | .3  | 14.9 |
| Total   | Total      | 89 | 71 | 26.8 | .437 | .348 | .776 | 4.1 | 2.0 | .5  | .3  | 11.2 |

### Profesional
Tras no ser elegido en el Draft de la NBA de 2018, disputó las Ligas de Verano de la NBA con los Houston Rockets, donde en cinco partidos promedió 8,2 puntos y 1,7 rebotes. En septiembre firmó con Toronto Raptors para disputar la pretemporada, pero tras dos partidos fue cortado, firmando entonces con su filial en la G League, los Raptors 905.
El 15 de enero firmó cun contrato dual con los Cleveland Cavaliers. Debutó en la NBA el día 19 ante los Denver Nuggets, anotando 3 puntos en cinco minutos de juego.
En la temporada 2022-23, firma por el Bakken Bears de la Basketligaen, la primera categoría del baloncesto danesa.
El 3 de marzo de 2023 firmó con el BC Balkan Botevgrad de la Liga de Baloncesto de Bulgaria.
El 12 de abril de 2023, Adel volvió a firmar con los Ottawa BlackJacks.
El 12 de julio de 2023 fichó por el Boulazac Basket Dordogne de la LNB Pro B.

## Estadísticas de su carrera en la NBA

### Temporada regular
| Año     | Equipo    | PJ | PT | MPP  | %TC  | %3P  | %TL   | RPP | APP | ROB | TPP | PPP |
| ------- | --------- | -- | -- | ---- | ---- | ---- | ----- | --- | --- | --- | --- | --- |
| 2018-19 | Cleveland | 19 | 3  | 10.3 | .306 | .261 | 1.000 | 1.0 | .3  | .1  | .2  | 1.7 |
| Total   | Total     | 19 | 3  | 10.3 | .306 | .261 | 1.000 | 1.0 | .3  | .1  | .2  | 1.7 |

### Redes sociales
- Deng Adel en Facebook
- Deng Adel en X (antes Twitter)
- Deng Adel en Instagram

- Datos: Q21004725
- Multimedia: Deng Adel / Q21004725